# Ош (Франція)
Ош (фр. Auch) — місто та муніципалітет у Франції, у регіоні Окситанія, адміністративний центр департаменту Жер. Ош також є столицею історичної провінції Гасконь. Населення — 21 871 осіб (2011).
Муніципалітет розташований на відстані близько 600 км на південь від Парижа, 70 км на захід від Тулузи.

## Історія

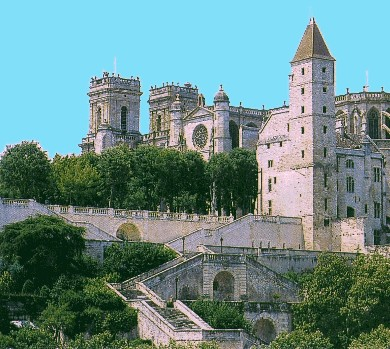
Кафедральний собор Святої Марії д'Ош

Ош — одне з найдавніших міст Франції. Ще за часів римського завоювання 50 р. до н. е. в регіоні мешкали аквитанські племена. Римська назва міста була Елімберіс, що означало «місто» діалектами місцевого населення. Місто існувало довгий час як центр римських володінь у регіоні. 409 року н. е. його зруйнували вандали і коли його знову відбудували, Ош став столицею провінції Гасконь. Тут була резиденція католицького архієпископа всієї Гасконі. Після Французької революції регіон був реорганізований і Ош став столицею департаменту Жер.

## Демографія
Динаміка населення (Insee, Ehess ):
Розподіл населення за віком та статтю (2006):
| Стать | Всього | До 15 років | 15-24 | 25-44 | 45-64 | 65-85 | Понад 85 |
| --- | ------ | ----------- | ----- | ----- | ----- | ----- | -------- |
| Чоловіки | 9663   | 1304        | 1372  | 2404  | 2717  | 1661  | 205      |
| Жінки | 11 871 | 1486        | 1457  | 2641  | 3307  | 2457  | 523      |
| \| Статево-вікова піраміда \| Статево-вікова піраміда \| Статево-вікова піраміда \| \| ----------------------- \| ----------------------- \| ----------------------- \| \| Чоловіки \| Вік \| Жінки \| \| 205 \| 85 + \| 523 \| \| 286 \| 80-84 \| 518 \| \| 407 \| 75-79 \| 644 \| \| 548 \| 70-74 \| 679 \| \| 420 \| 65-69 \| 616 \| \| 530 \| 60-64 \| 632 \| \| 756 \| 55-59 \| 866 \| \| 723 \| 50-54 \| 940 \| \| 708 \| 45-49 \| 869 \| \| 632 \| 40-44 \| 756 \| \| 610 \| 35-39 \| 745 \| \| 533 \| 30-34 \| 579 \| \| 629 \| 25-29 \| 561 \| \| 652 \| 20-24 \| 674 \| \| 720 \| 15-20 \| 783 \| \| 525 \| 10-14 \| 536 \| \| 382 \| 5-9 \| 505 \| \| 397 \| 0-4 \| 445 \| |        |             |       |       |       |       |          |
| Статево-вікова піраміда |        |             |       |       |       |       |          |
| Чоловіки | Вік    | Жінки       |       |       |       |       |          |
| 205 | 85 +   | 523         |       |       |       |       |          |
| 286 | 80-84  | 518         |       |       |       |       |          |
| 407 | 75-79  | 644         |       |       |       |       |          |
| 548 | 70-74  | 679         |       |       |       |       |          |
| 420 | 65-69  | 616         |       |       |       |       |          |
| 530 | 60-64  | 632         |       |       |       |       |          |
| 756 | 55-59  | 866         |       |       |       |       |          |
| 723 | 50-54  | 940         |       |       |       |       |          |
| 708 | 45-49  | 869         |       |       |       |       |          |
| 632 | 40-44  | 756         |       |       |       |       |          |
| 610 | 35-39  | 745         |       |       |       |       |          |
| 533 | 30-34  | 579         |       |       |       |       |          |
| 629 | 25-29  | 561         |       |       |       |       |          |
| 652 | 20-24  | 674         |       |       |       |       |          |
| 720 | 15-20  | 783         |       |       |       |       |          |
| 525 | 10-14  | 536         |       |       |       |       |          |
| 382 | 5-9    | 505         |       |       |       |       |          |
| 397 | 0-4    | 445         |       |       |       |       |          |

## Економіка
2010 року серед 13 807 осіб працездатного віку (15—64 років) 9746 були активними, 4061 — неактивною (показник активності 70,6%, у 1999 році було 70,1%). З 9746 активних мешканців працювала 8621 особа (4270 чоловіків та 4351 жінка), безробітними було 1125 (545 чоловіків та 580 жінок). Серед 4061 неактивної 1635 осіб було учнями чи студентами, 1421 — пенсіонерами, 1005 були неактивними з інших причин.

У 2010 році в муніципалітеті нараховано 10 511 оподаткованих домогосподарств, у яких проживали 20 721 особи, медіана доходів склала 18 549 євро на одного особоспоживача

## Галерея зображень

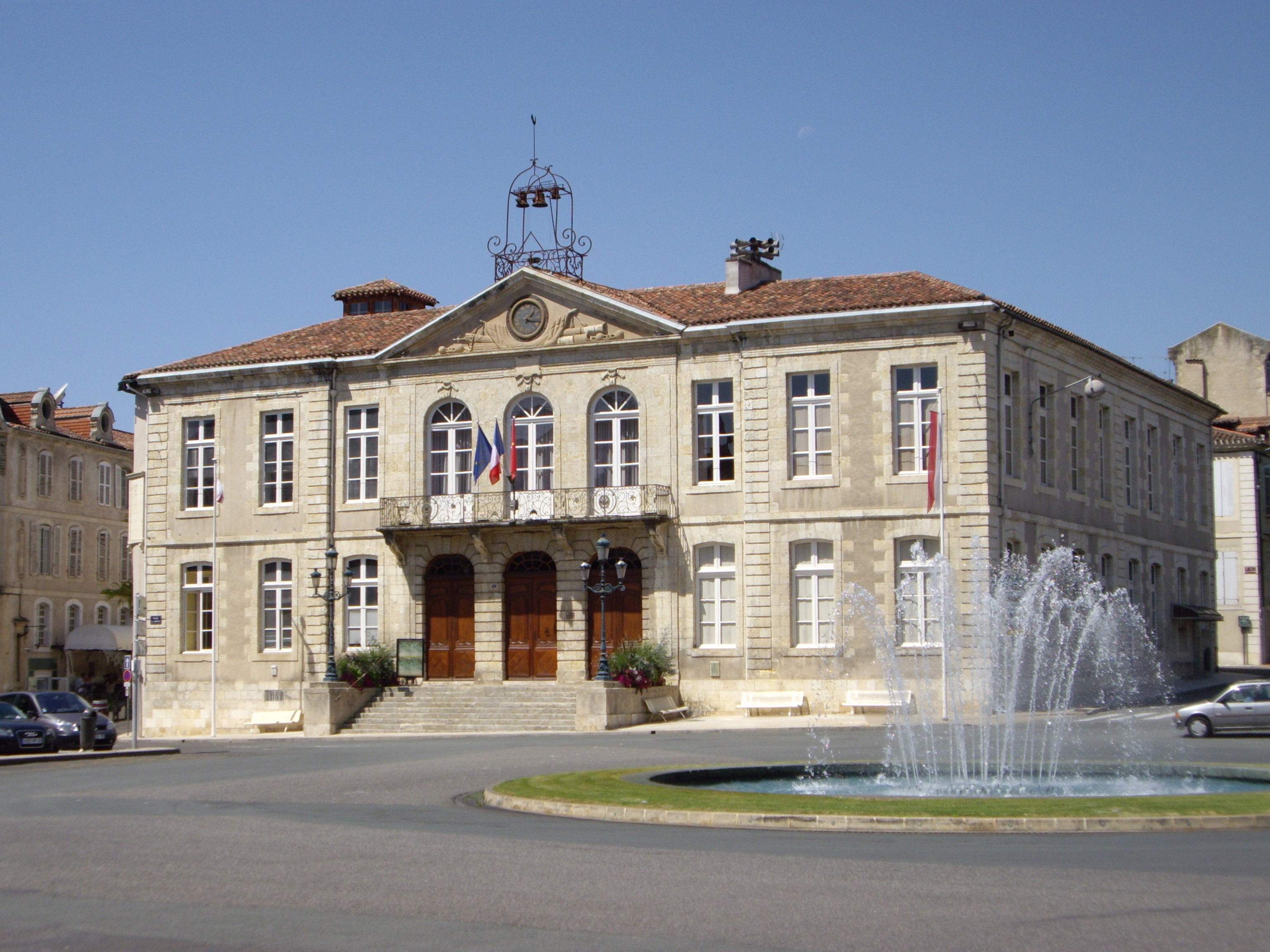
Готель
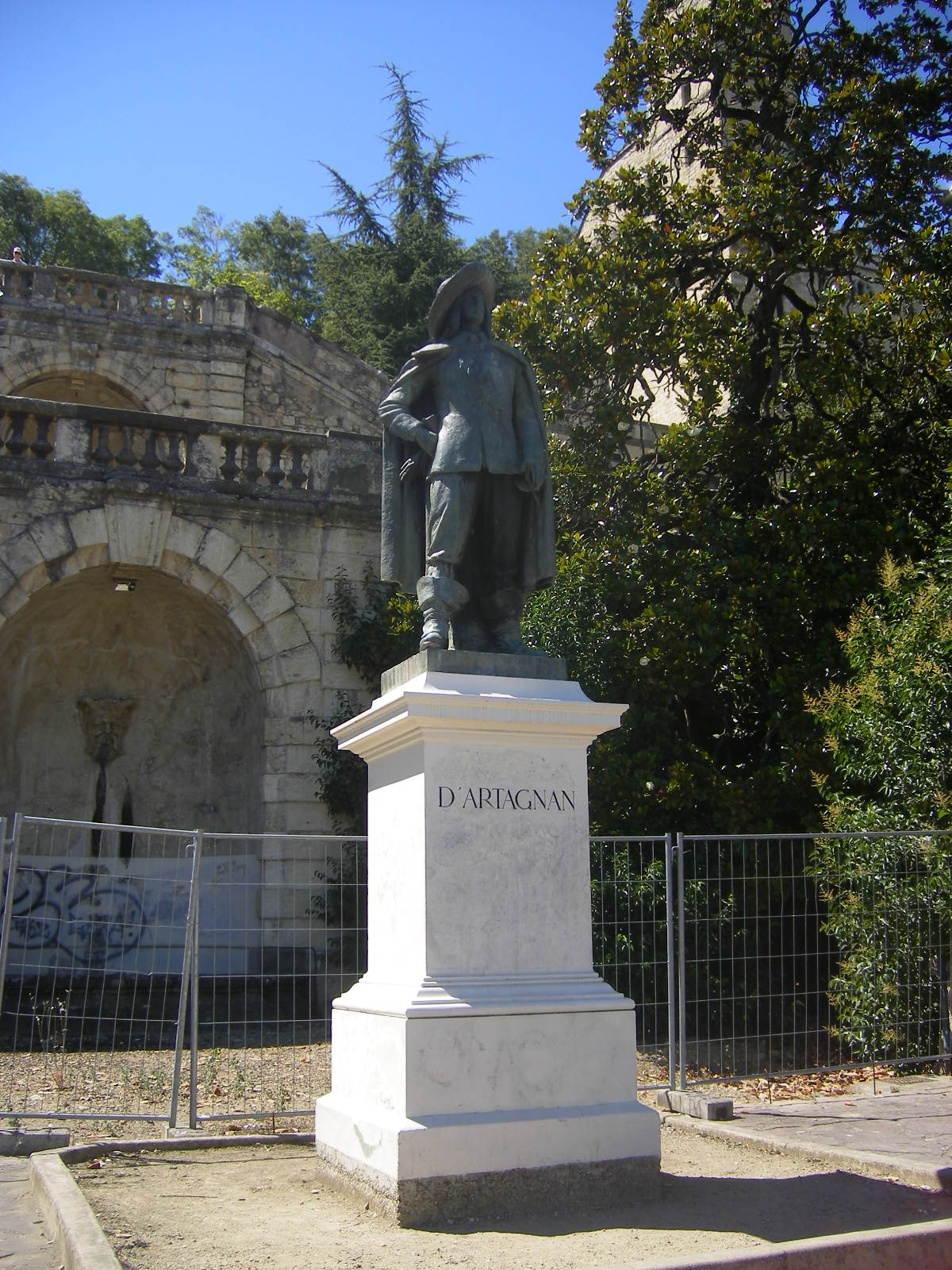
Пам'ятник д'Артаньяну
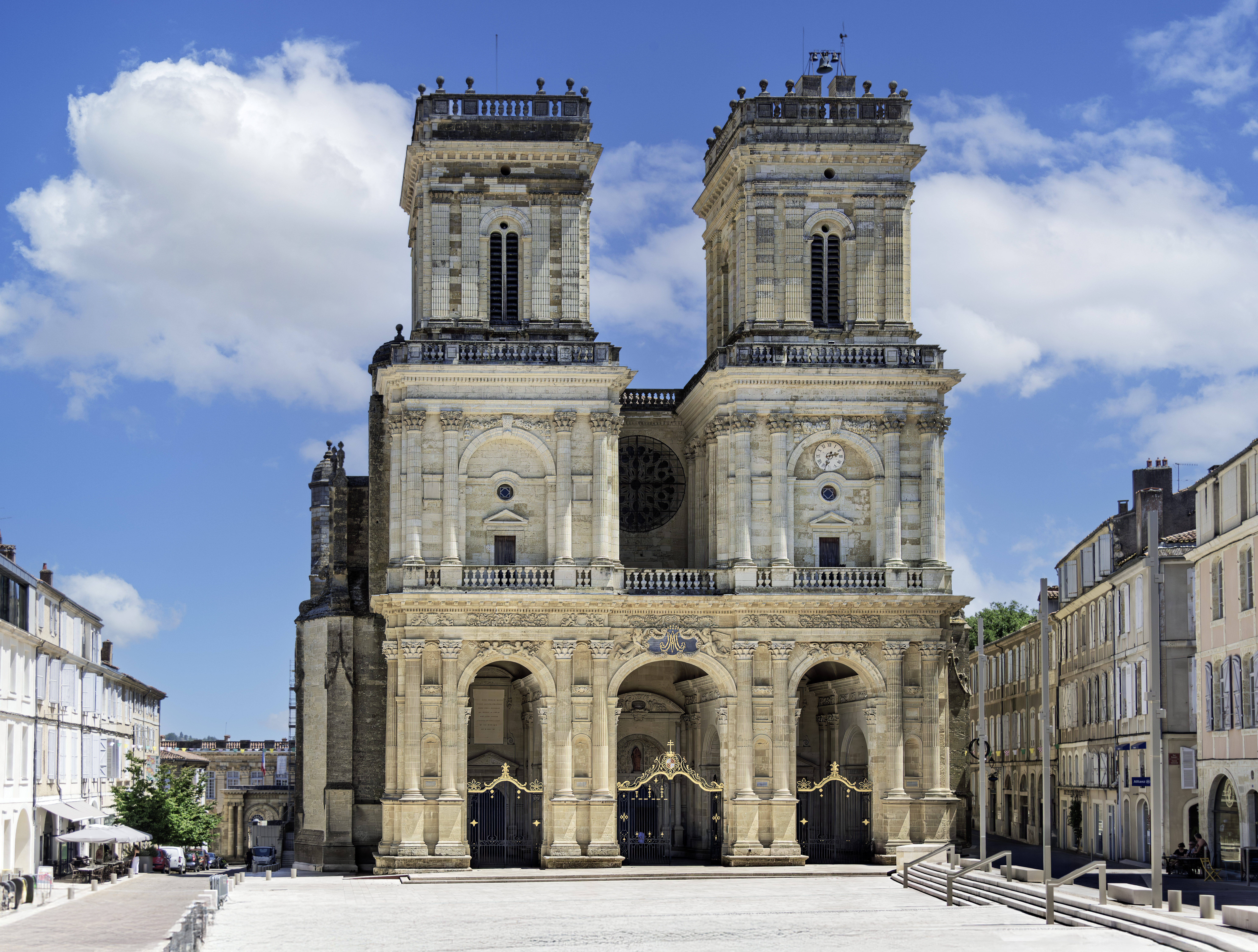
Собор
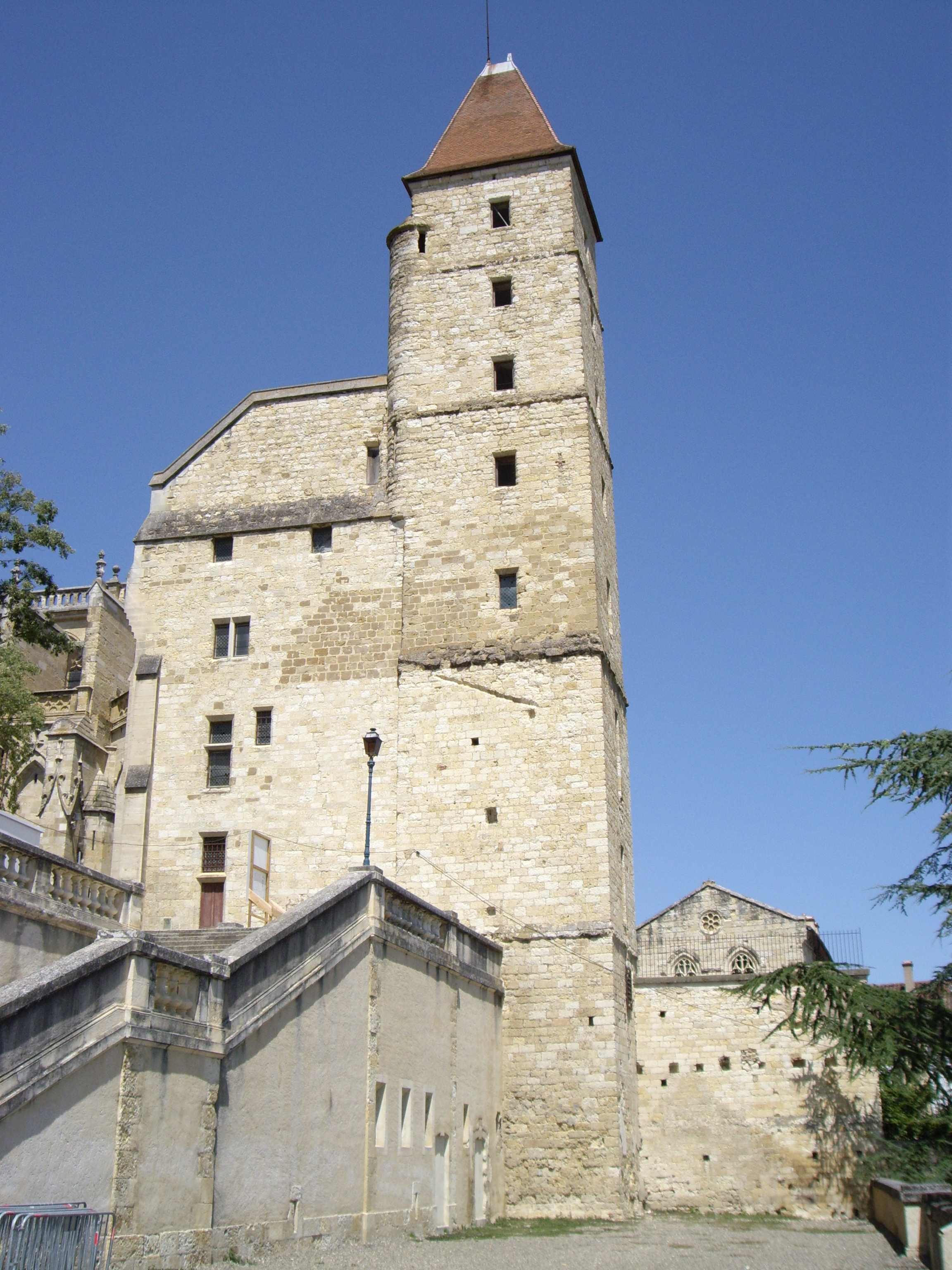
Вежа д'Арманьяк
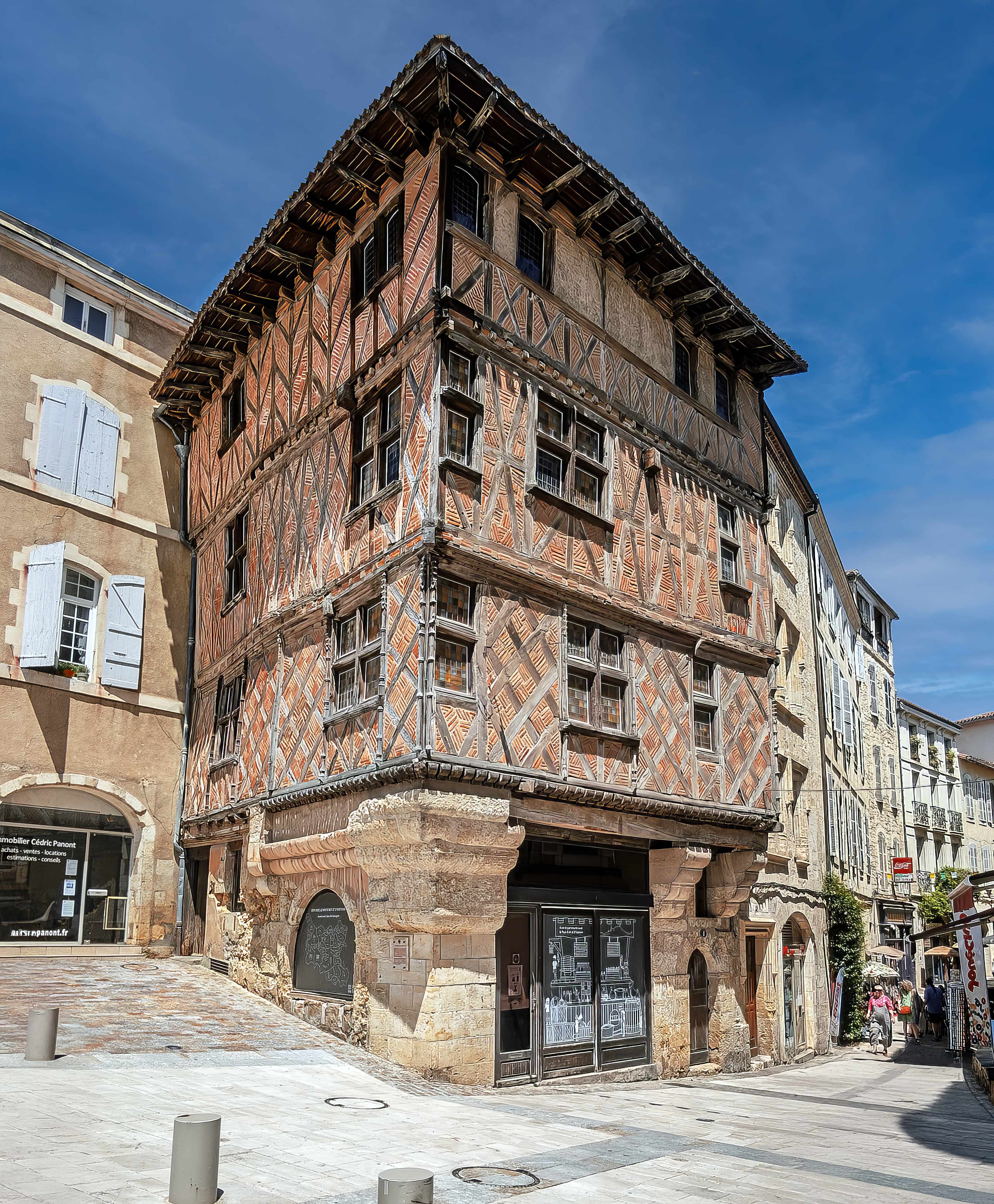
Будинок Феделя